# Ardys II
 (janvier 2013).
Si vous disposez d'ouvrages ou d'articles de référence ou si vous connaissez des sites web de qualité traitant du thème abordé ici, merci de compléter l'article en donnant les références utiles à sa vérifiabilité et en les liant à la section « Notes et références ».
Ardys (en grec ancien : Αρδυς, romanisé : Ardus, également Αρδυσος Ardusos ; en latin : Ardys, Ardysus ; règne de 644 à 637 av. J.-C.) est le fils de Gygès de Lydie, auquel il succède en tant que deuxième roi de la dynastie des Mermnades.

## Nom
Le nom Ardys est la forme latine de Ardus (en grec ancien :Αρδυς), qui est lui-même la forme hellénisée d’un nom en Lydien, apparenté soit au nom d’oiseau hittite ardus, soit au mot hittite désignant un descendant, ḫardu (𒄩𒅈𒁺).

## Vie

### Contexte
Au VIIe siècle av. J.-C., les Cimmériens, un peuple nomade de la steppe eurasiatique qui avait envahi l'Asie occidentale, attaquèrent plusieurs fois la Lydie, mais furent repoussés par Gygès, le père d'Ardys. En 644 av. J.-C., les Cimmériens attaquèrent la Lydie pour la troisième fois sous la conduite de leur roi Lygdamis. Les Lydiens furent vaincus, Sardes fut pillée et Gygès fut tué. À la suite de ces événements, Ardys devint roi de Lydie[réf. nécessaire].

### Origines
Ardys II est un roi de Lydie, le deuxième de la dynastie des Mermnades, qui régna quarante-neuf ans (selon Hérodote), jusqu'à sa mort en -624. Il était le fils de Gygès, premier roi de Lydie de la dynastie des Mermnades, lequel fit assassiner son prédécesseur, Candaule, roi de Lydie de la dynastie des Héraclides, lui prenant à la fois son trône et sa femme (Livre I de L'Enquête d'Hérodote).

### Règne
À son accession au trône, Ardys reprit l'activité diplomatique avec l'Empire néo-assyrien, que Gygès avait interrompue. Ardys attaqua la ville grecque ionienne de Milet et réussit à capturer la ville de Priène, qui resta sous le contrôle direct du royaume lydien jusqu'à sa disparition,.
Le règne d'Ardys fut de courte durée, probablement en raison de la grave crise que traversait la Lydie à cause des invasions cimmériennes. En 637 av. J.-C., soit lors de sa septième année de règne, la tribu thraco-trérienne qui avait migré à travers le Bosphore thrace et envahi l'Anatolie, sous la direction de leur roi Kobos, et alliée aux Cimmériens et aux Lyciens, attaqua la Lydie. Ils vainquirent de nouveau les Lydiens et pillèrent une seconde fois la capitale Sardes, à l'exception de sa citadelle. Il est probable qu'Ardys ait été tué lors de cette attaque cimmérienne ou qu'il ait été déposé en raison de son incapacité à défendre efficacement la Lydie contre ces invasions.
D'une épouse inconnue, il eut sans doute plusieurs enfants, mais seul est connu son successeur sur le trône de Lydie, le roi Sadyattès.
Ardys II est l'arrière-grand-père de Crésus, dernier roi de Lydie (« Tyran des nations que renferme l'Halys dans son cours » (Hérodote, Livre I de l'Enquête), père d'une fille dont le nom n'est pas connu, et qui épousa le roi de Médie, Astyage, ancien "ennemi" de Crésus, lesquels furent les parents de deux enfants : Amytis, sans doute mort jeune, et Mandane, princesse de Médie, qui épousa Cambyse Ier, roi d'Anshan (Perse) de la dynastie des Achéménides, lequel avait été en conflit avec le roi Astyage avant le mariage avec Mandane, la paix étant établie avec le mariage, ce qui n'empêcha pas Cambyse Ier de détrôner son beau-père, et de s’approprier son royaume.